# Freue dich, erlöste Schar
Freue dich, erlöste Schar ! (Réjouis-toi, troupeau des rachetés !), (BWV 30), est une cantate spirituelle de Jean-Sébastien Bach composée à Leipzig en 1738 pour la Fête de la Saint Jean-Baptiste qui revient tous les 24 juin — date qui, cette année-là, tombait un mardi. Pour cette destination liturgique, deux autres cantates ont franchi le seuil de la postérité : les BWV 7 et 167. Une partie des thèmes provient de la cantate Angenehmes Wiederau (BWV 30a) composée en 1737 à Leipzig pour célébrer l'acquisition de la propriété et du château de Wiederau par Johann Christian von Hennickes qui était un des protégés du comte Heinrich von Brühl. Cette cantate est donc une illustration d'une pratique chère à Bach : le réemploi, la parodie.
Les lectures prescrites pour le jour étaient extraites d'Isaïe (40: 1-5) et de Luc (1: 57-80).
Le texte du choral est de Johann Olearius sur Freu dich sehr, o meine Seele, codifié par Loys Bourgeois dans sa collection  « Octante-trois Pseaumes de David » (Genève, 1551). Bourgeois paraît avoir été influencé par la chanson profane « Ne l’oseray je dire » contenue dans le Manuscrit de Bayeux publié aux alentours de 1510.
La musique du premier et du dernier chœur est exactement la même, seules les paroles diffèrent.

## Effectif vocal et instrumental
La cantate est écrite pour chœur à quatre voix, quatre voix solistes (soprano, alto, ténor, basse), un hautbois d'amour, deux hautbois, deux flûtes traversières, deux parties de violons, une d'alto et la basse continue.
Il y a douze mouvements en deux parties :
Prima parte
1. Chœur : Freue dich, erlöste Schar,
2. Récitatif (basse) : Wir haben Rast,
3. Aria (basse) : Gelobet sei Gott, gelobet sein Name,
4. Récitatif (alto) : Der Herold kommt und meld't den König an.
5. Aria (alto : Kommt, ihr angefocht'nen Sünder,
6. Choral : Eine Stimme lässt sich hören in der Wüste weit und breit,

Seconda parte
1. Récitatif (basse) : So bist du denn, mein Heil, bedacht,
2. Aria (basse) : Ich will nun hassen und Alles lassen,
3. Récitatif (soprano) : Und obwohl sonst der Unbestand dem schwachen Menschen ist verwandt,
4. Aria (soprano) : Eilt, ihr Stunden, kommt herbei
5. Récitatif (ténor) : Geduld! der angenehme Tag
6. Chœur : Freue dich, geheil'gte Schaar,

## Sources
- Gilles Cantagrel, Les cantates de J.-S. Bach, Paris, Fayard, mars 2010, 1665 p.  (ISBN 978-2-213-64434-9)

- (en) Cet article est partiellement ou en totalité issu de l’article de Wikipédia en anglais intitulé « Freue dich, erlöste Schar, BWV 30 » (voir la liste des auteurs).